# نماینده عالی اتحادیه اروپا در سیاست خارجی و امور امنیتی
نماینده عالی اتحادیه اروپا در سیاست خارجی و امور امنیتی، هماهنگ کننده‌ی اصلی و نماینده‌ی سیاست خارجی اتحادیه اروپاست. متصدی کنونی این مقام کایا کالاس است.
وقتی کشورهای عضو اتحادیه اروپا در امور خارجه خود به توافق می‌رسند، نماینده‌ی عالی می‌تواند از طرف اتحادیه‌ی اروپا مذاکره کند.